# Bundesrealgymnasium Innsbruck
Das Bundesrealgymnasium Innsbruck am Adolf-Pichler-Platz (BRG APP) ist ein Realgymnasium mit mathematisch-naturwissenschaftlichem Schwerpunkt in Innsbruck.
Im Schuljahr 2024/25 werden 872 Schüler in 36 Klassen unterrichtet. Der Abschluss nach acht Jahren erfolgt durch die Reifeprüfung (Matura). Im selben Gebäude ist – mit eigener Direktion und eigenem Lehrkörper – das Abendgymnasium für Berufstätige untergebracht.

## Geschichte

### Von der Gründung zum Umbau
Die Schule wurde 1853 als Realschule mit mathematisch-naturwissenschaftlichem Schwerpunkt gegründet. Das erste Schulgebäude war das Haus, an dem sich das Goldene Dachl befindet. 1854 übersiedelte die Schule auf den Boznerplatz (früher Margaretenplatz). Im Jahr 1876 wurden Schüler aufgrund Platzmangels abgewiesen, woraufhin die Schule im Jahr 1890 in das ehemalige Spital am Adolf-Pichler-Platz (damals Marktplatz) übersiedelte, dem aktuellen Standort.
Während des Ersten Weltkrieges wurde der Schulbetrieb ausgelagert und das Gebäude am Adolf-Pichler-Platz als Lazarett verwendet. Im Zweiten Weltkrieg wurde der Schulbetrieb aufgrund des Bombenkrieges ebenfalls ausgelagert.
Bereits 1945 nahm das BRG als erste Mittelschule wieder ihren Betrieb auf. 1962 trat die große Schulreform in Kraft, in deren Zuge die Schule in „Bundesrealgymnasium Innsbruck“ umbenannt wurde. Im Mai 1969 wurde ein Elternverein gegründet und damit erstmals eine Elternvertretung installiert.
Nach jahrelangen Verzögerungen wurde im Jahr 1986 die längst fällige Sanierung der Schule bewilligt. Der Schulbetrieb wurde während der baulichen Maßnahmen in den Jahren 1989 bis 1992 in die Gumppstraße verlegt.

### Schüleransturm, Modernisierung und räumliche Erweiterung
Der sehr starke Andrang auf die Schule führte zu einem Anstieg der Schüler- und Klassenzahlen. Aufgrund der Platznot mussten ab dem Schuljahr 2003/2004 zwei Klassen in die Altstadt (Schlossergasse) ausgelagert werden. In den Schuljahren 2010/2011 und 2011/2012 wurde auch die Räumlichkeit des ehemaligen Postamtes am Adolf-Pichler-Platz als Klassenzimmer genutzt. Im Schuljahr 2010/2011 erreichte die Auslastung mit insgesamt 35 Klassen und fünf Maturaklassen einen historischen Höchststand. Die Errichtung des fünften Gymnasiums in der Au brachte eine spürbare Entlastung, in den Schuljahren 2013/2014 und 2014/2015 gab es vier Klassen in jedem Altersjahrgang, insgesamt somit 32.

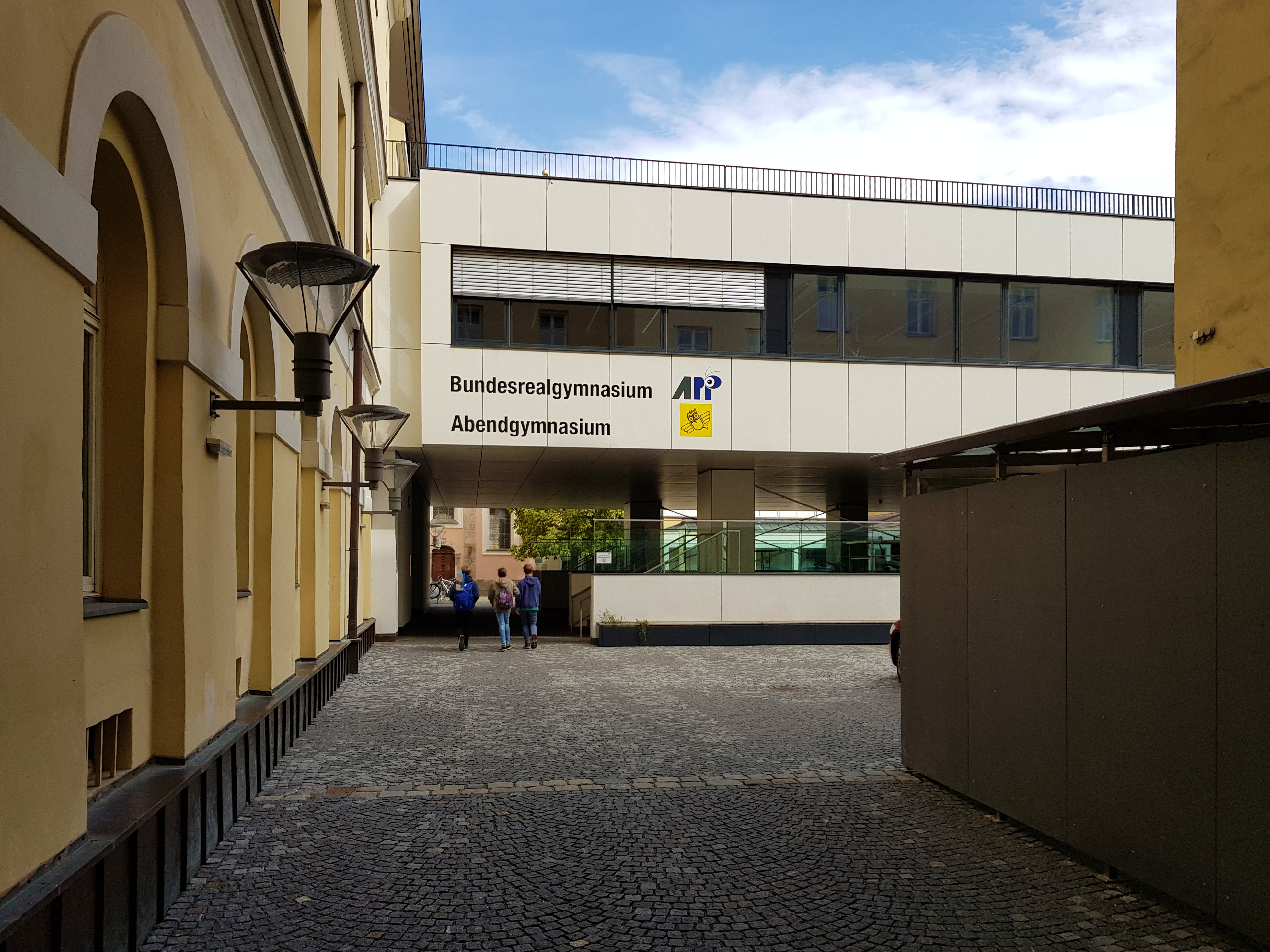
Innenhof mit Neubau

Seit dem Herbst 2014 schien die Zeit der großen Raumnot am BRG Adolf-Pichler-Platz der Vergangenheit anzugehören. Im Sommer 2013, im Schuljahr 2013/2014 und im Sommer 2014 wurde im bisherigen Innenhof nach den Plänen des Architekten Axel Birnbaum eine eingeschoßige, brückenähnliche Überbauung Richtung Süden realisiert. Die neu gewonnenen sechs Klassenräume ersetzten nicht nur die zwei Klassenzimmer in der Schlossergasse, sondern schufen auch ausreichend Platz für die Nachmittagsbetreuung (zwei große Räumlichkeiten), Küche sowie einen Mittagstisch. Die Dachflächen der Überbauung können von den Schülern als Freiflächen genutzt werden. Auf dem Dach des südseitigen Stöckelgebäudes wurden zwei Freiluftklassen eingerichtet. Zudem erfolgten auch im Altbestand umfangreiche Adaptierungen: Die Spezialräume für Biologie, Physik, Chemie, Bildnerische Erziehung und Werken wurden wie die dazugehörenden Kabinette völlig neu gestaltet, ebenso Konferenzzimmer, Direktion und Administration. Alle Unterrichtsräume erhielten Internetzugang, Lehrercomputer und Beamer. Insgesamt investierte der Bund in die im Eigentum der Stadt Innsbruck befindliche Immobilie für den Neubau rund 6,9 Millionen Euro, für den Altbestand wurden weitere 1,6 Millionen Euro aus dem Baubudget des Landesschulrats für Tirol investiert. Die offizielle Eröffnung des neuen Trakts erfolgte am 1. Juni 2016.
Der sich nochmals deutlich verstärkende Ansturm auf die Innsbrucker Gymnasien führte dazu, dass das APP in den Schuljahren 2015/2016 bis 2017/2018 jeweils mit fünf ersten Klassen startete, im Schuljahr 2018/2019, für das es mit 161 Schülern einen neuen Anmelderekord gab, sogar mit sechs. Neuerlich mussten die zwei zusätzlichen Räume in der Schlossergasse in Anspruch genommen werden. Eine von der Stadt aufgelassene Wohnung im zweiten Stock wurde für die Nachmittagsbetreuung adaptiert und im September 2019 ihrer Bestimmung übergeben. In den Schuljahren 2021/22–2023/24 wurde der historische Höchststand von 35 Klassen wieder egalisiert, zuletzt mit 20 in der Unter- und 15 in der Oberstufe.

### Neues Leitbild und Verjüngung des Lehrkörpers
Ein umfangreicher Schulentwicklungsprozess gipfelte im Jahr 2023 in einem neuen Leitbild, welches das bestehende nach 25 Jahren ablöste. Hinzu trat die Neuformulierung von Mission und Vision. Die Profile der Unterstufenklassen mit naturwissenschaftlichem bzw. musikalischem Schwerpunkt wurden geschärft.
Das Schuljahr 2024/25 bringt mit 36 Klassen einen noch nie erreichten Rekordwert mit sich: 20 in der Unterstufe und 16 in der Oberstufe. Bei den Lehrpersonen ist es in den letzten Jahren nach zahlreichen Pensionierungen zu einer sehr starken Verjüngung gekommen, die sich auch im neuen Schulleiter Thomas Wagner widerspiegelt.

## Erfolge
Das BRG Innsbruck nimmt immer wieder erfolgreich an verschiedenen Wettbewerben wie der Chemieolympiade, der Physikolympiade, der Internationalen Mathematik-Olympiade, der Biochallenge oder der Informatikolympiade teil und hat unter anderem auch deshalb den Ruf einer ausgezeichneten Ausbildung im Bereich der Naturwissenschaften erworben.
Dem stehen aber auch große Erfolge in Fremdsprachenwettbewerben, den Wettbewerben der Politischen Bildung, der Wirtschaftlichen Bildung (Unternehmerführerschein), der Musik oder Sportwettkämpfen gegenüber.

## Schwerpunktsetzungen

### Unterstufe
Im Herbst 2021 wurde beschlossen, die Profile der Klassen in der Unterstufe zu schärfen:
In den Naturwissenschaftsklassen wurde die Einführung des Unterrichtsgegenstands „Science“ beschlossen, in dem Inhalte der Biologie, Physik und Chemie vertieft und fächerübergreifend mit Übungscharakter unterrichtet werden.
Im Gegenzug wurde in den Musikklassen das Stundenausmaß der Musik aufgestockt.

### Musikklassen
Im Schuljahr 2000/2001 wurden in Kooperation mit der Musikschule Innsbruck sowie dem Tiroler Musikschulwerk erstmals zwei AHS-Unterstufenklassen mit musikalischem Schwerpunkt gegründet. Auch die darauf folgenden Jahre wurden jeweils eine oder zwei neue Musikklassen gegründet. Im Schuljahr 2017/2018 wurde das Projekt erstmals mit einer Klasse in der Oberstufe fortgesetzt. Die Schüler geben in der 5. Klasse eine Absichtserklärung ab in der 7. und 8. Klasse den Alternativen Pflichtgegenstand Musikerziehung zu besuchen, haben einschlägige Schwerpunkte in ihren Projektwochen und zudem Auftritte bei diversen Veranstaltungen der Schule. Zudem können sie von der 6. bis zur 8. Klasse die Wahlpflichtgegenstände Musikerziehung und „Auditive Kommunikation“ in einem Gesamtausmaß von bis zu acht Wochenstunden besuchen.

### Projektklassen
Seit dem Schuljahr 2017/18 wird mindestens eine Klasse in der Oberstufe als Projektklasse geführt. Die Schüler widmen sich im Unterricht verstärkt kleineren und größeren Projekten, die von verschiedenen Lehrern, vor allem aber auch von den Klassenvorständen gefördert und koordiniert werden. Die Projekte können einem Unterrichtsgegenstand zugeordnet sein, aber auch andere Themenbereiche aufgreifen. Ein wichtiges Ziel ist es, dass die Schüler selbständig, koordiniert und organisiert an den Projekten arbeiten und dabei auch ihre eigenen Interessen einbringen können.

### E-Learning/iPad-Klassen
In den E-Learning-Klassen der Oberstufe wird das iPad als integraler Bestandteil des Unterrichts eingesetzt. Das Tablet soll den Schulalltag erleichtern und moderne Unterrichtsmethoden fördern, indem beispielsweise E-Books, digitale Mitschriften und Übungsblätter, Animationen und Simulationen sowie kollaboratives Arbeiten schnell und effizient eingesetzt werden können.
Diese Klassen ersetzen die mit dem Schuljahr 2005/2006 eingerichtete EDV-Klasse pro Oberstufenjahrgang.

## Bekannte Absolventen
| Name                | Tätigkeit                             | Abschlussjahr |
| ------------------- | ------------------------------------- | ------------- |
| Clemens Holzmeister | Architekt                             | 1906          |
| Alfons Walde        | Künstler                              | 1910          |
| Fritz Ranzi         | Historiker                            | 1929          |
| Herbert Danler      | Künstler                              | 1949          |
| Klaus Schröder      | Präsident Oberlandesgericht Innsbruck | 1975          |
| Paul Gappmaier      | Bildungsdirektor                      | 1979          |
| Thomas Müller       | Kriminalpsychologe                    | 1982          |
| Wolfgang Mader      | Extremsportler                        | 1983          |
| Christine Thiemt    | Schriftstellerin                      | 1983          |
| Gregor Weihs        | Quantenphysiker u. Vizerektor         | 1989          |
| Julia Pirmoser      | ORF-Sprecherin                        | 2002          |
| Patrick Bonato      | Comic-Künstler und -autor             | 2002          |
| Sandro Platzgummer  | American-Football-Spieler             | 2016          |